# Indotyphlops tenebrarum
Indotyphlops tenebrarum — вид змій родини сліпунів (Typhlopidae). Ендемік Шрі-Ланки.

## Поширення і екологія
Indotyphlops tenebrarum відомі за кількома зразками, зібраними в околицях Тринкомалі на сході острова Шрі-Ланка. Вони живуть в садах.